# Derick Hall
Derick Hall (Gulfport, 19 marzo 2001) è un giocatore di football americano statunitense che milita nel ruolo di outside linebacker per i Seattle Seahawks della National Football League (NFL).

## Carriera universitaria
Hall al college giocò a football a Auburn dal 2019 al 2022. Nelle prime due stagioni giocò principalmente come riserva, facendo registrare 34 tackle e 3,5 sack. Divenne titolare nel terzo anno, mettendo a referto 52 placcaggi e 9 sack. Nel 2021 fu inserito nella seconda formazione ideale della Southeastern Conference mentre nel 2022 nella prima.

## Carriera professionistica
Hall fu scelto nel corso del secondo giro (37º assoluto) del Draft NFL 2023 dai Seattle Seahawks. Debuttò come professionista subentrando nella gara del primo turno contro i Los Angeles Rams mettendo a segno 2 placcaggi. La sua stagione da rookie si chiuse con 38 tackle e un passaggio deviato disputando tutte le 17 partite, nessuna delle quali come titolare.
Nel primo turno della stagione 2024 Hall mise a segno il primo sack in carriera ai danni di Bo Nix nella vittoria sui Denver Broncos. Due settimane dopo disputò la prima gara come titolare e fece registrare per la prima volta due sack, oltre a un fumble forzato, nella vittoria per 24-3 contro i Miami Dolphins. Nel settimo turno contro gli Atlanta Falcons recuperó un fumble forzato dal compagno Boye Mafe ritornando il pallone per 64 yard in touchdown. La sua stagione si chiuse al secondo posto della squadra con 8 sack disputando tutte le 17 partite, di cui 14 come titolare.